# Висіч
Ви́січ — село в Україні, у Яворівському районі Львівської області. Населення становить 396 осіб. Орган місцевого самоврядування — Яворівська міська рада.

## Галерея

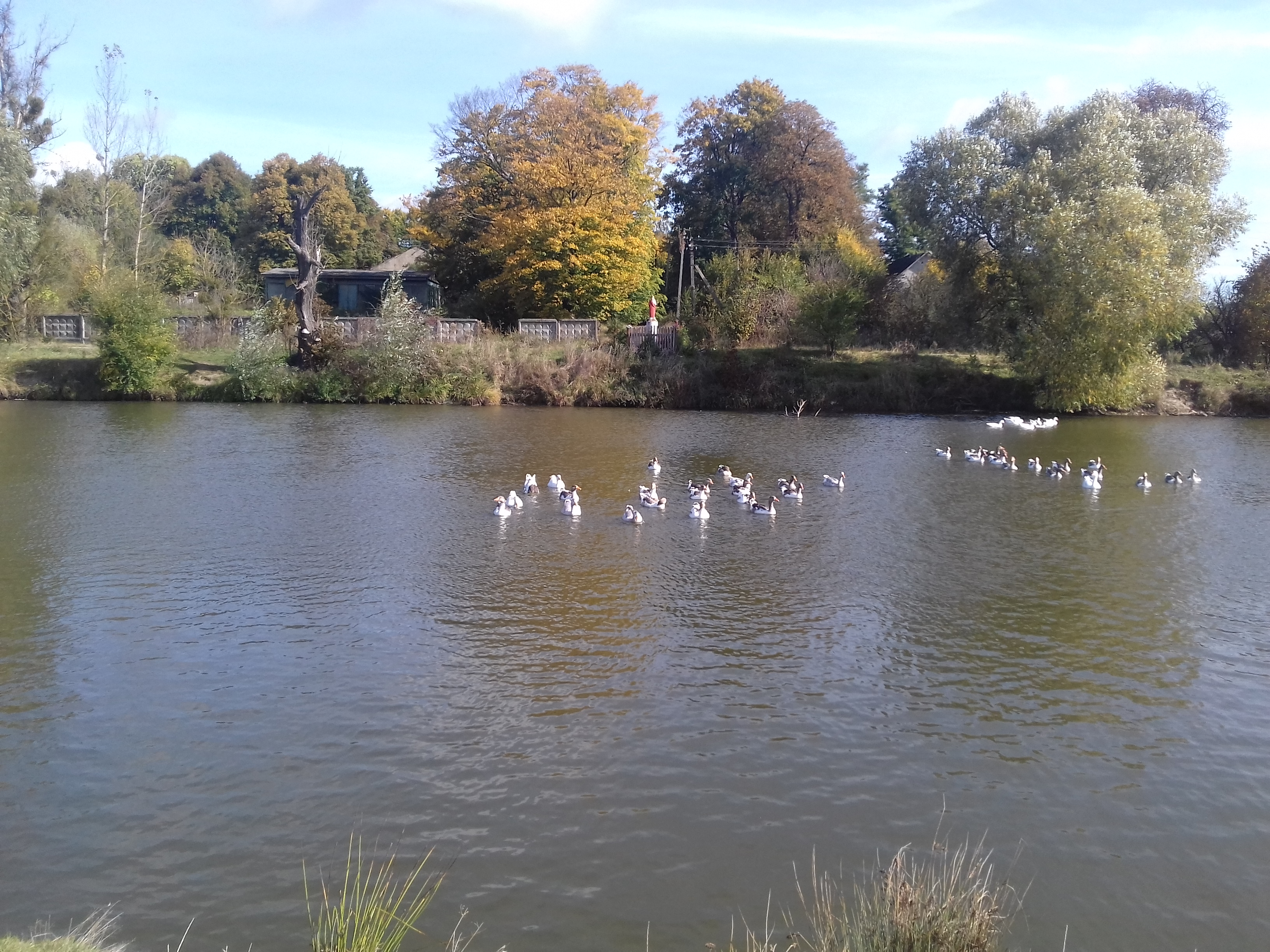
Ставок у селі
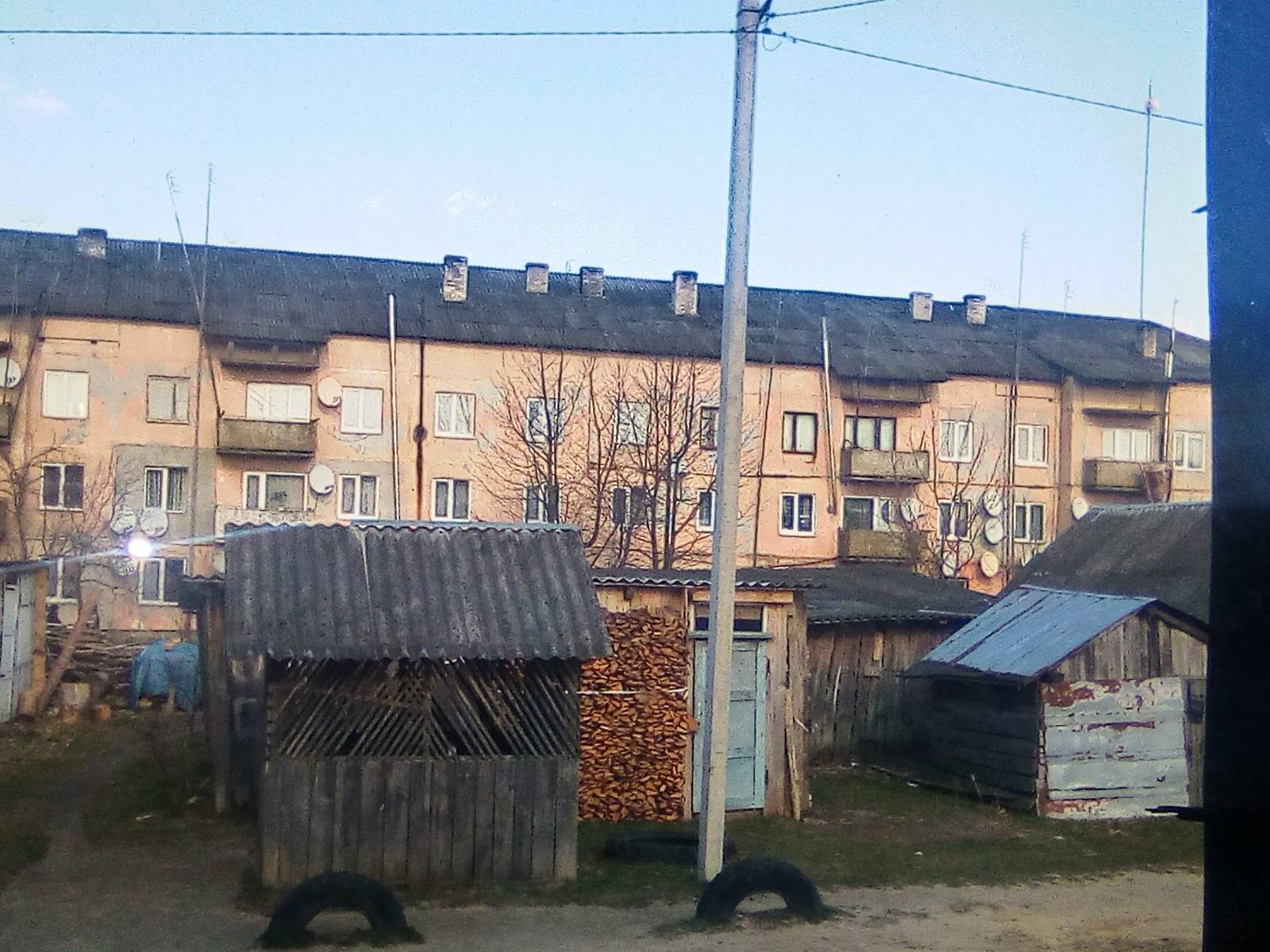
Типові будинки у селі
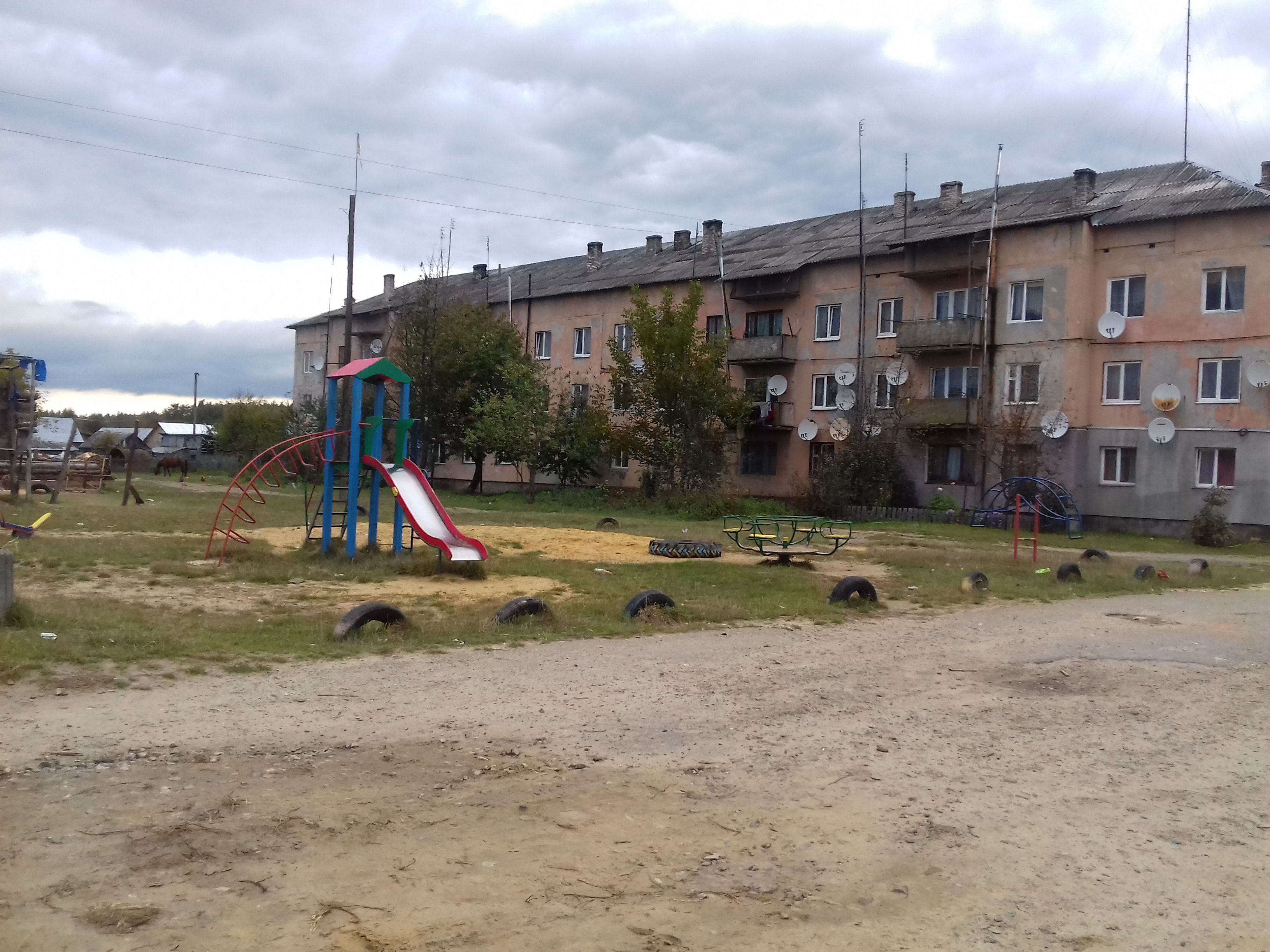
Вид на дитячий майданчик
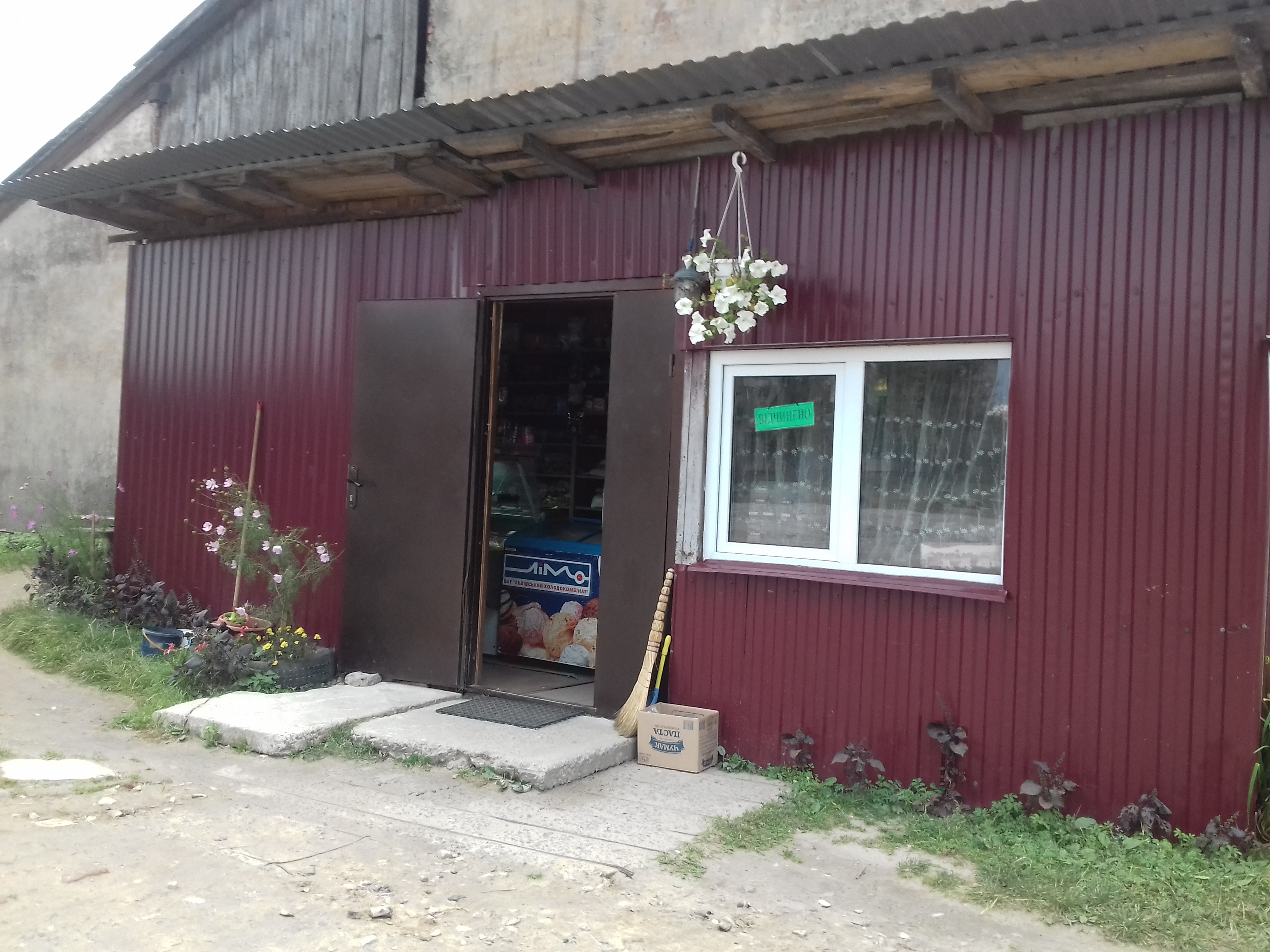
Продуктова крамниця